# Manuel Camitzes
Manuel Camitzes Comneno Ducas Ángelo (en griego: Μανουήλ Καμύτζης Κομνηνός Δούκας Άγγελος, aprox. 1150 - después de 1202) fue un general bizantino que estuvo activo a finales del siglo XII. Era hijo de Constantino Camitzes y María Angelina, que era la nieta del emperador bizantino Alejo I Comneno e Irene Ducaina a través de su madre Teodora. Por consiguiente era primo hermano de los emperadores Isaac II Ángelo y Alejo III Ángelo, y de Miguel I Comneno Ducas, quien sería gobernante de Epiro.
Manuel dirigió las tropas imperiales en 1189, cuando la tercera cruzada atravesó el territorio bizantino. Manuel después luchó contra el líder búlgaro Ivanko, y fue capturado. El emperador no tomó medidas para rescatarlo. Por lo tanto, Manuel pidió a su yerno Dobromir Crysós pagar el rescate y se le unió en la lucha contra el Imperio.
El nombre de la esposa de Manuel es desconocido. Es conocido por haber tenido una hija, que fue obligada por el emperador Alejo III Ángelo a divorciarse de su marido y casarse con Dobromir en 1198. También tuvo un hijo, llamado Juan Camitzes.